# Macaco (capoeira)
Il Macaco (significa scimmia), è una mossa acrobatica della capoeira che permette molte diramazioni di mosse in seguito.

## Come si usa
Può essere usata durante la "Roda" (la lotta) sia mentre si combatte che all'inizio per entrare acrobaticamente e guadagnarsi lo sguardo stupito di molti. Il suo nome deriva probabilmente dal fatto che per eseguirla l'individuo di piega sulle gambe e mette le braccia in avanti come fanno proprio le scimmie, da questa posizione scimmiesca una mano si mette dietro il sedere e si butta il peso sul braccio. Con una spinta da parte dei piedi e del bacino le gambe passano sopra il corpo e la testa formando uno spettacolare effetto compasso da davanti all'indietro.